# Gunung Endut
Gunung Endut är ett berg i Indonesien.   Det ligger i provinsen Banten, i den västra delen av landet, 70 km sydväst om huvudstaden Jakarta. Toppen på Gunung Endut är 1 296 meter över havet, eller 487 meter över den omgivande terrängen. Bredden vid basen är 6,3 km.
Terrängen runt Gunung Endut är huvudsakligen lite bergig.Runt Gunung Endut är det ganska tätbefolkat, med 80 invånare per kvadratkilometer. I omgivningarna runt Gunung Endut växer i huvudsak städsegrön lövskog.